# Djouna
Djouna es una subprefectura en el departamento de Amdjarass Enedi Este en Chad.